# المريج
المريج هي إحدى بلدات ولاية تبسة، تقع على الشريط الحدودي بين تونس والجزائر، يحدها من الشمال الونزة ومن الغرب بلدية بوخضرة ومن الجنوب بلدية عين الزرقة ومن الشرق بلدية قلعة سنان تونس.